# Lista de governadores do Alasca
O governador do Alasca é o chefe do executivo do Estado do Alasca. O governador é o comandante-em-chefe das forças militares do estado (incluindo a Guarda Nacional do Alasca e o Alaska State Defense Force), tem o dever de fazer cumprir as leis do estado e o poder para aprovar ou vetar projetos de lei aprovados pelo Legislativo do Alasca, para convocar a assembléia, e para conceder perdões, exceto em casos de impeachment.

## Governadores
O Alasca foi comprado pelos Estados Unidos a partir da Rússia em 1867, como a transferência formal ocorreu em 18 de outubro de 1867, esta data é agora comemorada como o Dia do Alasca. Antes de então, a região era conhecida como América Russa ou Alasca Russo, controlada pelo governadores e diretores-gerais da Companhia Russo-Americana.

### Comandantes do Departamento do Alasca

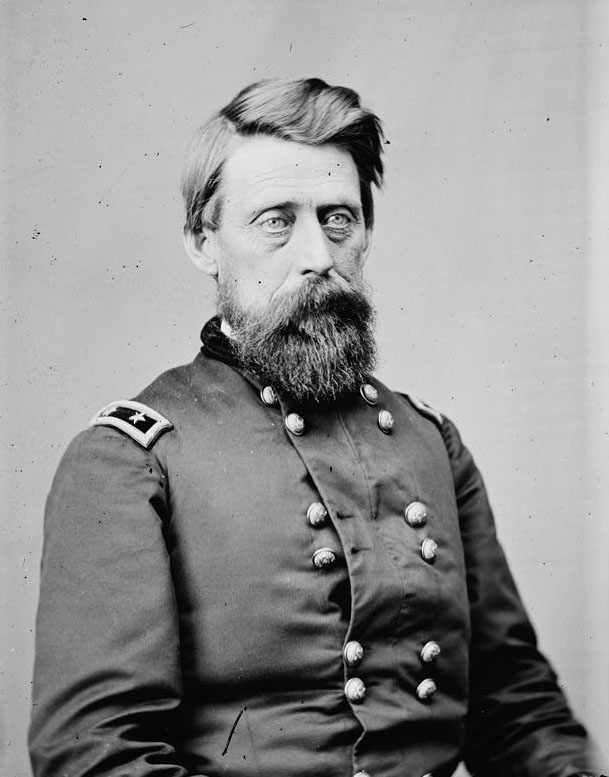
Jefferson C. Davis, primeiro comandante do Departamento do Alasca

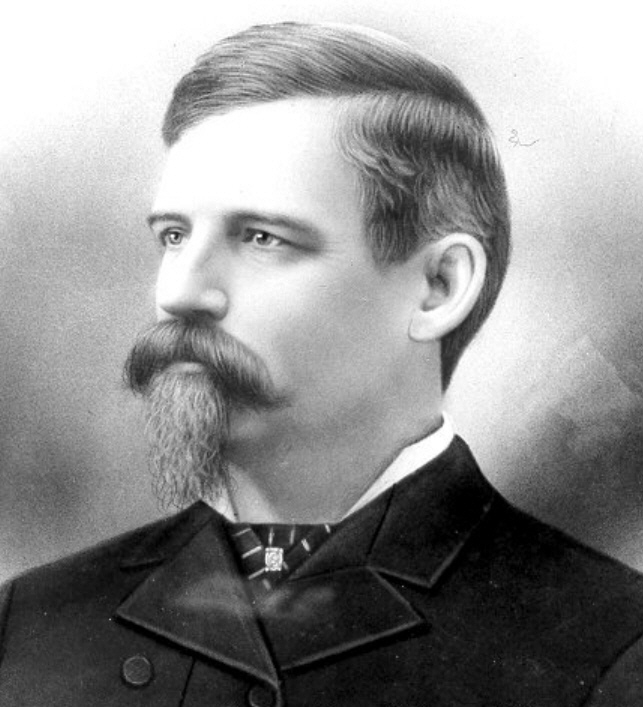
Alfred P. Swineford, segundo governador do Distrito do Alasca

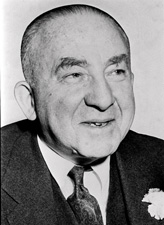
Ernest Gruening, sétimo governador do território do Alasca

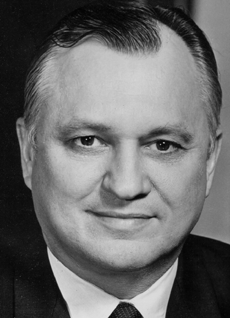
Wally Hickel, segundo e oitavo governador do Alasca

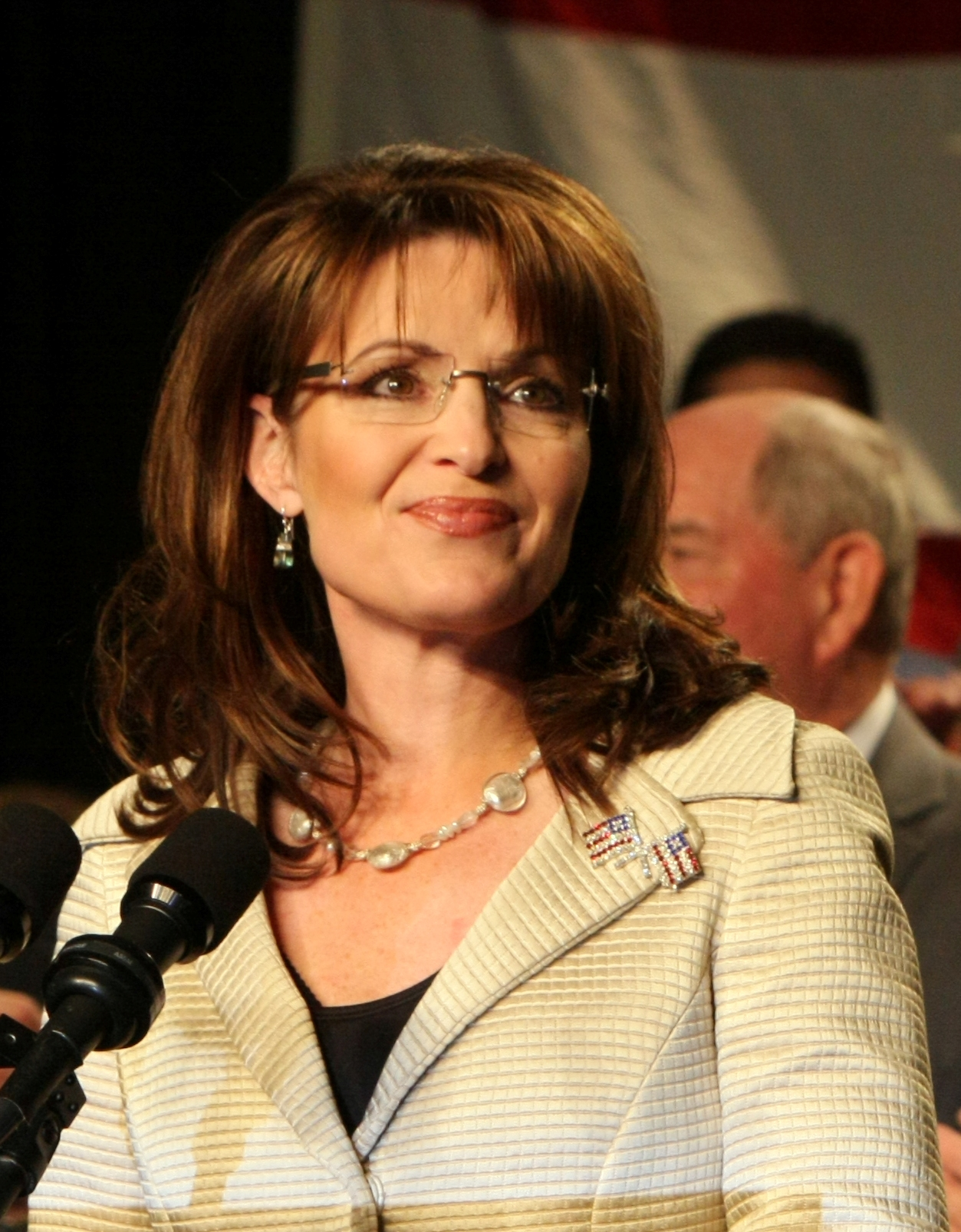
Sarah Palin, décima primeira governadora do Alasca

A vasta região foi inicialmente designada Departamento do Alasca, sob a jurisdição do Departamento de Guerra e administrado por oficiais do Exército dos Estados Unidos até 1877, quando o Exército foi retirado do Alasca. O Departamento do Tesouro, em seguida, assumiu o controle, com o coletor de Alfândega como o mais alto funcionário federal no território. Em 1879, a Marinha dos Estados Unidos assumiu a jurisdição sobre o departamento.
| #                                          | Comandante                                | Posse                       | Desnomeação                 |
| Exército dos Estados Unidos                | Exército dos Estados Unidos               | Exército dos Estados Unidos | Exército dos Estados Unidos |
| ------------------------------------------ | ----------------------------------------- | --------------------------- | --------------------------- |
| 1                                          | Brevet Major General Jefferson C. Davis   | 18 de outubro de 1867       | 31 de agosto de 1870        |
| 2                                          | Brevet Lieutenant Colonel George K. Brady | 1 de setembro de 1870       | 22 de setembro de 1870      |
| 3                                          | Maj. John C. Tidball                      | 23 de setembro de 1870      | 19 de setembro de 1871      |
| 4                                          | Maj. Harvey A. Allen                      | 20 de setembro de 1871      | 3 de janeiro de 1873        |
| 5                                          | Maj. Joseph Stewart                       | 4 de janeiro de 1873        | 20 de abril de 1874         |
| 6                                          | Captain George R. Rodney                  | 21 de abril de 1874         | 16 de agosto de 1874        |
| 7                                          | Capt. Joseph B. Campbell                  | 17 de agosto de 1874        | 14 de junho de 1876         |
| 8                                          | Capt. John Mendenhall                     | 15 de junho de 1876         | 4 de março de 1877          |
| 9                                          | Capt. Arthur Morris                       | 5 de março de 1877          | 14 de junho de 1877         |
| Departamento do Tesouro dos Estados Unidos |                                           |                             |                             |
| 10                                         | Montgomery P. Berry                       | 14 de junho de 1877         | 13 de agosto de 1877        |
| 11                                         | H.C. DeAhna                               | 14 de agosto de 1877        | 26 de março de 1878         |
| 12                                         | Mottrom D. Ball                           | 27 de março de 1878         | 13 de junho de 1879         |
| Marinha dos Estados Unidos                 |                                           |                             |                             |
| 13                                         | Capt. Lester A. Beardslee                 | 14 de junho de 1879         | 12 de setembro de 1880      |
| 14                                         | Commander Henry Glass                     | 13 de setembro de 1880      | 9 de agosto de 1881         |
| 15                                         | Cmdr. Edward P. Lull                      | 10 de agosto de 1881        | 18 de outubro de 1881       |
| 16                                         | Cmdr. Henry Glass                         | 19 de outubro de 1881       | 12 de março de 1882         |
| 17                                         | Cmdr. Frederick Pearson                   | 13 de março de 1882         | 3 de outubro de 1882        |
| 18                                         | Cmdr. Edgar C. Merriman                   | 4 de outubro de 1882        | 13 de setembro de 1883      |
| 19                                         | Cmdr. Joseph B. Coghlan                   | 15 de setembro de 1883      | 13 de setembro de 1884      |
| 20                                         | Cmdr. Henry E. Nichols                    | 14 de setembro de 1884      | 15 de setembro de 1884      |

### Governadores do Distrito do Alasca
| Governador            | Posse               | Desnomeação         | Indicado por        |
| --------------------- | ------------------- | ------------------- | ------------------- |
| John Henry Kinkead    | 4 de julho de 1884  | 7 de maio de 1885   | Chester A. Arthur   |
| Alfred P. Swineford   | 7 de maio de 1885   | 20 de abril de 1889 | Grover Cleveland    |
| Lyman Enos Knapp      | 20 de abril de 1889 | 18 de junho de 1893 | Benjamin Harrison   |
| James Sheakley        | 18 de junho de 1893 | 23 de junho de 1897 | Grover Cleveland    |
| John Green Brady      | 23 de junho de 1897 | 2 de março de 1906  | William McKinley    |
| Wilford Bacon Hoggatt | 2 de março de 1906  | 20 de maio de 1909  | Theodore Roosevelt  |
| Walter Eli Clark      | 20 de maio de 1909  | 18 de abril de 1913 | William Howard Taft |

### Governadores do Território do Alasca
| Governador                     | Posse                 | Desnomeação           | Indicado por              | Notas   |
| ------------------------------ | --------------------- | --------------------- | ------------------------- | ------- |
| John Franklin Alexander Strong | 18 de abril de 1913   | 12 de abril de 1918   | Woodrow Wilson            | [ N 2 ] |
| Thomas Christmas Riggs, Jr.    | 12 de abril de 1918   | 16 de junho de 1921   | Woodrow Wilson            |         |
| Scott Cordelle Bone            | 16 de junho de 1921   | 16 de agosto de 1925  | Warren G. Harding         |         |
| George Alexander Parks         | 16 de agosto de 1925  | 19 de abril de 1933   | Calvin Coolidge           |         |
| John Weir Troy                 | 19 de abril de 1933   | 6 de dezembro de 1939 | Franklin Delano Roosevelt |         |
| Ernest Gruening                | 6 de dezembro de 1939 | 10 de abril de 1953   | Franklin Delano Roosevelt | [ N 3 ] |
| Benjamin Franklin Heintzleman  | 10 de abril de 1953   | 3 de janeiro de 1957  | Dwight D. Eisenhower      | [ N 4 ] |
| Waino Edward Hendrickson       | 3 de janeiro de 1957  | 8 de abril de 1957    | acting                    | [ N 5 ] |
| Michael Anthony Stepovich      | 8 de abril de 1957    | 9 de agosto de 1958   | Dwight D. Eisenhower      | [ N 6 ] |
| Waino Edward Hendrickson       | 9 de agosto de 1958   | 3 de janeiro de 1959  | acting                    | [ N 5 ] |

### Governadores do Estado do Alasca
O Alasca foi admitido na União em 3 de janeiro de 1959.
A constituição estadual prevê a eleição de um governador e um vice-governador a cada quatro anos na mesma cédula eleitoral, com os seus mandatos iniciando na primeira segunda-feira no mês de dezembro posterior à eleição. Os governadores estão autorizados a se re-elegerem uma vez, tendo de esperar quatro anos depois de seu segundo mandato consecutivo antes de serem autorizados a se candidatar novamente. Se o cargo de governador ficar vago, o vice-governador assume o título de governador. A Constituição original de 1956, que criou o cargo de secretário de estado, que foi funcionalmente idêntico a um vice-governador, e foi renomeado para "tenente", em 1970.
Houve seis governadores do Partido Republicano, cinco do Partido Democrata, um, o atual governador Bill Walker, não filiado a algum partido político e um - Wally Hickel - que foi eleito sob o Partido da Independência do Alasca, durante seu segundo mandato. Muitos republicanos estavam descontentes com a escolha de Arliss Sturgulewski como parte de seu candidato a governador na eleição de 1990, Hickel e foi capaz de atrair seus votos. No entanto, nunca ocupou a ideais separatistas AIP, e voltou para o Partido Republicano oito meses antes de seu prazo acabou.
| #  | Governador   | Governador      | Início do mandato     | Fim do mandato        | Partido       | Vice-governador | Vice-governador   | Mandatos |
| -- | ------------ | --------------- | --------------------- | --------------------- | ------------- | --------------- | ----------------- | -------- |
| 1  |              | William A. Egan | 3 de janeiro de 1959  | 5 de dezembro de 1966 | Democrata     |                 | Hugh Wade         | 2        |
| 2  |              | Wally Hickel    | 5 de dezembro de 1966 | 29 de janeiro de 1969 | Republicano   |                 | Keith Miller      | ½        |
| 3  |              | Keith Miller    | 29 de janeiro de 1969 | 7 de dezembro de 1970 | Republicano   |                 | Robert W. Ward    | ½        |
| 4  |              | William A. Egan | 7 de dezembro de 1970 | 2 de dezembro de 1974 | Democrata     |                 | Red Boucher       | 1        |
| 5  |              | Jay Hammond     | 2 de dezembro de 1974 | 6 de dezembro de 1982 | Republicano   |                 | Lowell Thomas Jr. | 2        |
| 5  | Terry Miller | Jay Hammond     | 2 de dezembro de 1974 | 6 de dezembro de 1982 | Republicano   |                 |                   | 2        |
| 6  |              | Bill Sheffield  | 6 de dezembro de 1982 | 1 de dezembro de 1986 | Democrata     |                 | Stephen McAlpine  | 1        |
| 7  |              | Steve Cowper    | 1 de dezembro de 1986 | 3 de dezembro de 1990 | Democrata     |                 | Stephen McAlpine  | 1        |
| 8  |              | Wally Hickel    | 3 de dezembro de 1990 | 5 de dezembro de 1994 | Independência |                 | Jack Coghill      | 1        |
| 8  | Republicano  | Wally Hickel    | 3 de dezembro de 1990 | 5 de dezembro de 1994 |               |                 | Jack Coghill      | 1        |
| 9  |              | Tony Knowles    | 5 de dezembro de 1994 | 2 de dezembro de 2002 | Democrata     |                 | Fran Ulmer        | 2        |
| 10 |              | Frank Murkowski | 2 de dezembro de 2002 | 4 de dezembro de 2006 | Republicano   |                 | Loren Leman       | 1        |
| 11 |              | Sarah Palin     | 4 de dezembro de 2006 | 26 de julho de 2009   | Republicano   |                 | Sean Parnell      | ½        |
| 12 |              | Sean Parnell    | 26 de julho de 2009   | 1 de dezembro de 2014 | Republicano   |                 | Craig Campbell    | ½        |
| 13 |              | Bill Walker     | 1 de dezembro de 2014 | 3 de dezembro de 2018 | Democrata     |                 | Byron Mallot      | 1        |
| 14 |              | Mike Dunleavy   | 3 de dezembro de 2018 | presente              | Republicano   |                 | Nancy Dahlstrom   | 1        |